# Gråboblomfluga
Gråboblomfluga (Triglyphus primus) är en tvåvingeart som beskrevs av Friedrich Hermann Loew 1840. Gråboblomfluga ingår i släktet gallblomflugor, och familjen blomflugor.
Artens utbredningsområde är Polen. Arten är reproducerande i Sverige. Inga underarter finns listade i Catalogue of Life.